# 165P/LINEAR
Комета LINEAR 10 (165P/LINEAR) — короткопериодическая комета типа Хирона, которая была обнаружена 29 января 2000 года на фотоснимке, полученном 2 января американскими астрономами в рамках проекта LINEAR. Она была описана как диффузный объект 19,4 m звёздной величины. Окончательная эллиптическая орбита кометы была рассчитана японским астрономом Кэндзи Мураока на основании 109 наблюдений, проведённых в период со 2 января по 23 марта 2001 года. Как оказалось эта комета является одной из немногих, находящихся на орбите кентавров и проявляющих кометную активность, наряду с (2060) Хирон, (60558) Эхекл и несколькими другими подобными объектами. Всего наблюдения продолжались до 25 апреля 2003 года. Комета обладает довольно длительным периодом обращения вокруг Солнца — чуть менее 76,7 года.

Орбита кометы LINEAR 10 и её положение в Солнечной системе